# Rückflussverhinderer
Rückflussverhinderer erlauben den Durchfluss von Rohrleitungen, Armaturen und Pumpen nur in einer Richtung, d. h. sie verhindern den Rückfluss in der anderen Richtung. Sowohl das Öffnen bei erlaubter Durchflussrichtung als auch das Schließen bei Umkehrung der Strömungsrichtung erfolgen selbsttätig.

## Anwendung
Durch Rückflussverhinderer soll das Leerlaufen höherliegender Rohrleitungen und Behälter in Stillstandzeiten vermieden sowie Pumpen vor Rückströmung und rücklaufenden Druckwellen geschützt werden. Des Weiteren werden sie in der Heiztechnik (Anlagenbau) zur Verhinderung des ungewollten Wärmeauftriebs sowie zur Trennung unterschiedlicher Heizkreisläufe verwendet.
In der Trinkwasserinstallation werden Rückflussverhinderer im Hausanschluss hinter dem Wasserzähler verbaut, um ein Rückwärtsdrehen des Zählwerks bei Druckschwankungen zu vermeiden. Ferner wird mit der Sicherungskombination (Rückflussverhinderer und Rohrbelüfter) das Rücksaugen von Nichttrinkwasser (z. B. Badewasser durch Brauseschlauch) verhindert.
Zusatzfunktionen, z. B. eine Aufstellschraube, weichdichtende Ausführungen etc., werden von einigen Herstellern angeboten, z. B. von Thermoclassic.

Schwerkraftbremse DN 25
Rohrleitungsflansch DN 80
Schwerkraftbremse als Rohrverschraubung
Neueste Generation von Einlegeventilen

## Variationen
Einige der vielen Arten von Armaturen, die den Rückfluss verhindern: 

### Verschraubungsformen
- Schwerkraftbremse

### Klappen
- Rückschlagklappe

### Ventile
- Rückschlagventil
- Kugelventil
- KFR-Ventil